# Charlotte de Mecklembourg-Strelitz (1769-1818)
Pour les autres membres de la famille, voir Maison de Mecklembourg.
Pour les articles homonymes, voir Charlotte de Mecklembourg-Strelitz.
Titre
Duchesse consort de Saxe-Hildburghausen
3 septembre 1785 – 14 mai 1818
(32 ans, 8 mois et 11 jours)
Charlotte Georgine Louise Frédérique de Mecklembourg-Strelitz, née le 17 novembre 1769 à Hanovre et  morte le 14 mai 1818 à Hildburghausen, est une princesse allemande, duchesse-consort de Saxe-Hildburghausen par mariage, de 1785 à 1818.

## Biographie

### Famille
Fille aînée et premier des dix enfants du grand-duc Charles II de Mecklembourg-Strelitz et de sa première épouse, la princesse Frédérique de Hesse-Darmstadt, Charlotte de Mecklembourg-Strelitz est née à Hanovre, le 17 novembre 1769.
Elle grandit à Hanovre, où son père, au service de son beau-frère le roi George III, est gouverneur. Alors que Charlotte n'a que douze ans, sa mère est morte prématurément. Elle est d'abord été élevée par la sœur de sa mère, Charlotte de Hesse-Darmstadt, que son père a épousée en 1784, et par la gouvernante Magdalena von Wolcult. Après la mort de sa belle-mère, en 1785, ses frères et sœurs sont placés chez sa grand-mère à la cour de Darmstadt auprès de leur grand-mère Marie-Louise de Leiningen-Dagsbourg-Falkenbourg, mais Charlotte est déjà installée à Hildburghausen, où elle vient de se marier peu avant ses seize ans.

### Mariage et enfants
Charlotte de Mecklembourg-Strelitz épouse le duc Frédéric Ier de Saxe-Hildburghausen, à Hildburghausen, le 3 septembre 1785. Douze enfants sont nés de cette union :
1. Frédéric (Hildburghausen, 12 juin 1786 - Hildburghausen, 30 juillet 1786) ;
2. Charlotte (Hildburghausen, 17 juin 1787 - Bamberg, 12 juillet 1847), en 1805 elle épouse Paul-Charles de Wurtemberg (1785-1852) ;
3. Augusta (Hildburghausen, 29 juillet 1788 - morte le même jour) ;
4. Joseph (Hildburghausen, 27 août 1789 - Altenbourg, 25 novembre 1868) qui lui succède ;
5. Frédérique (Hildburghausen, 18 janvier 1791 - Hildburghausen, 27 mars 1791) ;
6. Thérèse (Hildburghausen, 8 juillet 1792 - Munich, 26 octobre 1854), en 1810 elle épouse Louis Ier de Bavière (1786-1868)
7. Louise de Saxe-Hildburghausen (Hildburghausen, 28 janvier 1794 - Biebrich, 6 avril 1825), en 1813 elle épouse Guillaume de Nassau (1792-1839) ;
8. François (Hildburghausen, 13 avril 1795 - Hildburghausen, 28 mai 1800) ;
9. Georges (Hildburghausen, 24 juillet 1796 - Hummelshain, 3 août 1853) qui succède à son frère ;
10. Frédéric (Hildburghausen, 4 octobre 1801 - Altenbourg, 1er juillet 1870), fiancé à Londres le 25 juin 1834 avec Lady Maria Alathea Beatrice Talbot (1815-1858), mais demeure finalement célibataire ;
11. Maximilien (Hildburghausen, 19 février 1803 - Hildburghausen, 29 mars 1803) ;
12. Édouard (Hildburghausen, 3 juillet 1804 - Munich, 16 mai 1852), en 1835 il épouse Amélie de Hohenzollern-Sigmaringen (1815-1841), fille de Charles de Hohenzollern-Sigmaringen. Veuf, Édouard épouse en 1842 Louise Reuss zu Greiz (1822-1875), (fille de Henri XIX Reuss zu Greiz).

### Vie intellectuelle et artistique à la cour de Hildburghausen

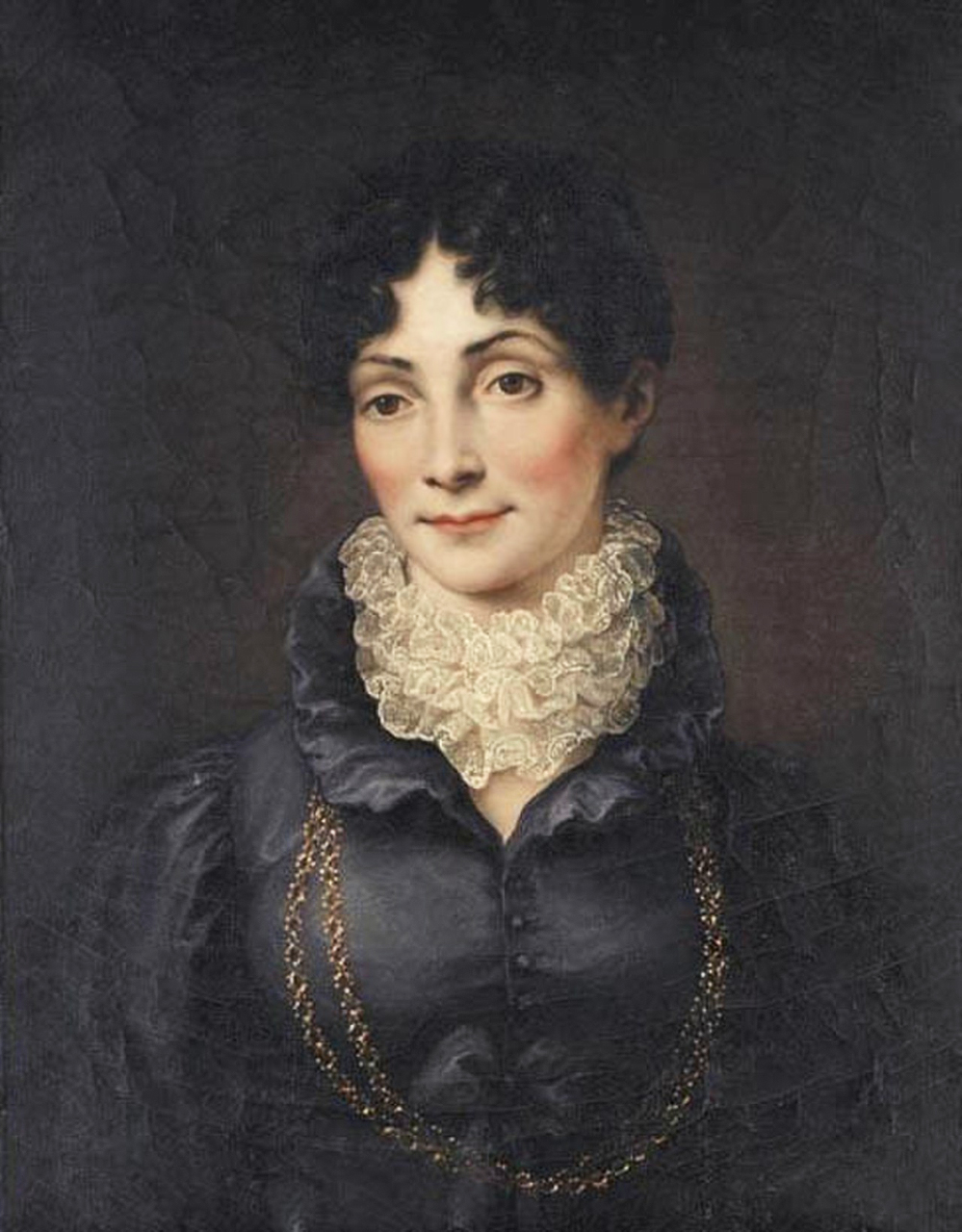
Charlotte de Mecklembourg-Strelitz par Carl Christian Vogel von Vogelstein vers 1815.

Le duc Frédéric Ier règne sur un état placé sous l'administration impériale jusqu'en 1806 et ne recevait dès lors qu'une liste civile modeste. Bien que son couple soit peu harmonieux, douze enfants sont nés de leur mariage. La grand-mère de Charlotte note à propos du couple ducal : « [le duc] accomplit inlassablement son devoir conjugal avec zèle, Charlotte qui n'a jamais aimé cet homme était toujours enceinte. ».
Charlotte promeut les arts en invitant à la cour des musiciens, des peintres et des poètes, dont l'écrivain Jean Paul. Elle favorise la vie intellectuelle de sa résidence devenue « un petit Weimar ». Le slogan actuel de la ville de Hildburghausen Le petit classique est destiné à le rappeler. Outre Jean Paul, de nombreux autres contemporains ont témoigné des extraordinaires talents vocaux de Charlotte, lui valant le nom de « Singlotte » et la réputation d'une des plus grandes chanteuses de son temps. Elle avait reçu des cours de chant à Hanovre de l'italien Giuliani et participé plus tard personnellement à des concerts de cour et à des festivals d'église. Pendant la Semaine sainte, elle a régulièrement chanté La mort de Jésus de Carl Heinrich Graun dans l'église du Christ à Hildburghausen, où toute la population était admise dans l'église.

### Mort
Charlotte meurt, après une longue maladie, à l'âge de 48 ans, le 14 mai 1818 à Hildburghausen. Conformément à ses volontés, elle est inhumée dans le nouveau cimetière Am Backsteinfeld à Hildburghausen, après avoir reposé provisoirement dans l'église du château, Charlotte est la première à y être inhumée. Ensuite, sa sépulture définitive est érigée en 1824 dans la nécropole des Saxe-Altenbourg.